# Айолі
Айо́лі (кат. allioli або all i oli, вимова [aʎiˈɔłi] — «аль-і-о́лі») — відомий соус жовтуватого кольору, який з Єгипту через Сицилію потрапив до каталанських країн. Зараз є частиною каталонської кухні. Дослівно назва соусу перекладається як «часник та оливкова олія».
Інгредієнтами є часник, сіль, оливкова олія. Найчастіше вживається до квасолі та ковбас.
Цей соус також поширений в Андалузії під назвою ахоасе́йте (ісп. ajoaceite), в Італії під назвою айо́лі (італ. aioli), в Окситанії під назвою аль-о́лі (окс. alhòli або aïoli).